# Japanskt pepparträd
Japanskt pepparträd (Zanthoxylum bungeanum eller Zanth'oxylum pipe'ritum) eller är en vinruteväxtart som beskrevs av Carl Maximowicz. Arten ingår i släktet Zanthoxylum och familjen vinruteväxter. De torkade frukterna används till sichuanpeppar. 

## Underarter
Arten delas in i följande underarter:
- Z. b. pubescens
- Z. b. punctatum